# トワイニング

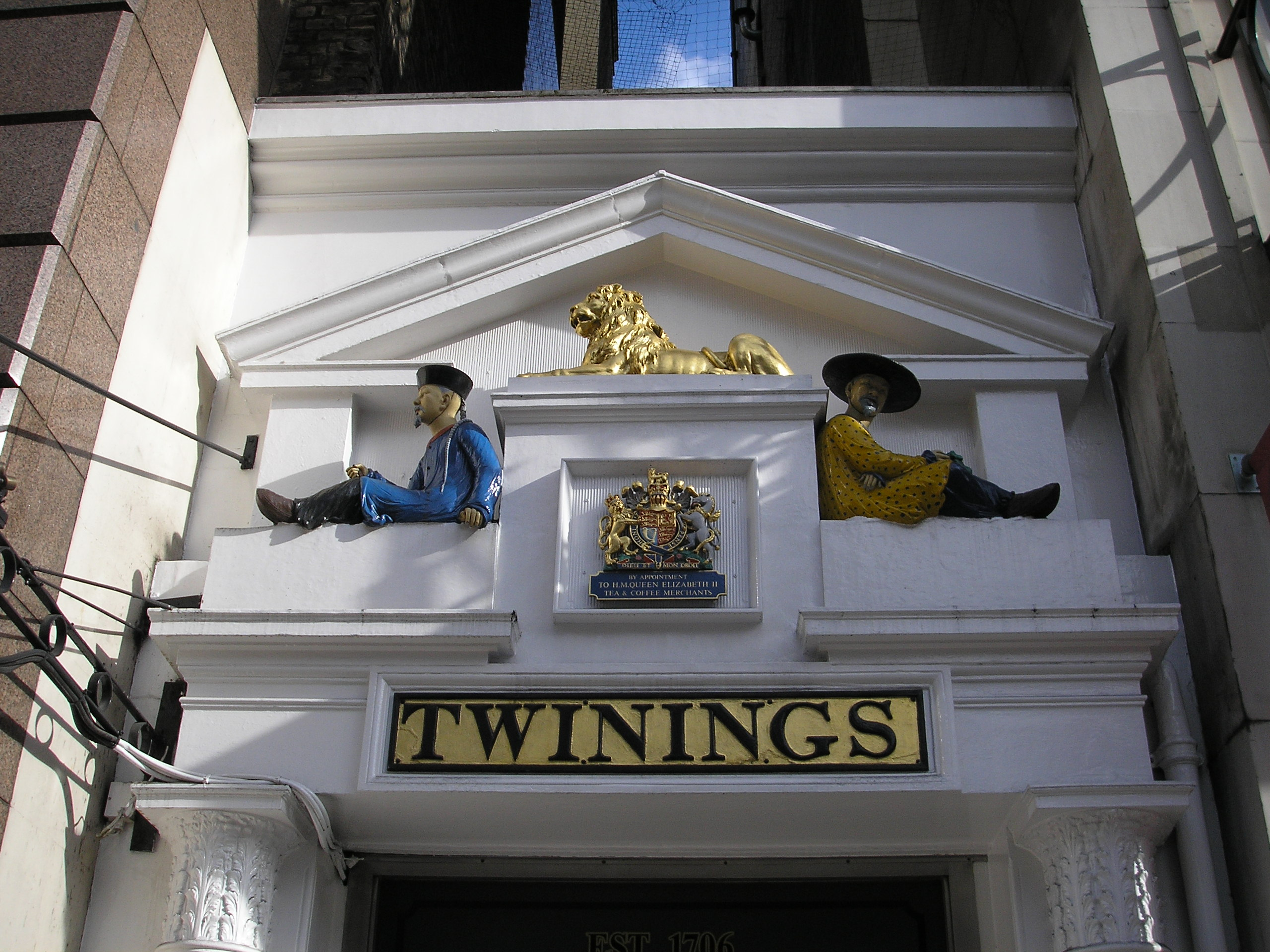
ロンドンのトワイニング店舗

トワイニング（Twinings, [ˈtwaɪnɪŋz]）は、トーマス・トワイニングが設立した紅茶のマーケターである。イギリス、ハンプシャーのアンドーヴァーに本社を構える。1706年にロンドンのストランド通りに世界で初めて紅茶店を出店した（現在もストランド通り216番地にて営業中）。現在は、アソシエイテッド・ブリティッシュ・フーズの傘下にある。10代目の当主であるスティーヴン・トワイニングは現在、トワイニング社の取締役広報部長を務めている。
日本では片岡物産が総代理店となっている。2007年にトワイニング社と片岡物産の合弁会社である「トワイニングジャパン株式会社」を設立し、トワイニングのマーケティングに関する業務を行っている。
缶・ペットボトル飲料をJT（日本たばこ産業）が販売していた。2010年5月にチルドカップ飲料「アールグレイミルクティー」を発売。

## 沿革
- 1706年：トワイニングの創始者トーマス・トワイニングがロンドンで「トムズ・コーヒーハウス」をオープン。
- 1717年：イギリス初の紅茶専門店「ゴールデン・ライオン」を開業し、成功を収める。トーマスはこの成功を機にゴールデン・ライオンを自らの家名である「トワイニング（トワイニング社）」に改め、紅茶専門会社として更なる一歩を踏み出す。
- 1784年：4代目リチャード・トワイニングが英国政府に働きかけ減税法を成立させ、その後の紅茶の消費量拡大につながる[2]。
- 1806年：創業100周年を迎える。
- 1837年：ヴィクトリア女王がトワイニングに紅茶ではじめての英国王室御用達の称号を付与。
- 1906年：創業200周年を迎える。日本へ輸出開始。
- 1910年：フランスへ出店。缶・茶筒入り紅茶を初めて商品化。
- 1956年：ティーバッグを採用。
- 1965年：片岡物産がトワイニングの日本総代理店となる。
- 2006年：創業300周年を迎える。
- 2007年：トワイニングジャパン株式会社設立

## 発売商品

### リーフティー、ティーバッグ
商品名の括弧内の色はパッケージカラーである。ギフト製品では、配色の関係上必ずしもこの限りではない。
- ブレンダーズチョイス（ベージュ）
廃盤。トワイニングが誇るマスターティーブレンダーの1人、マイケル ライトが日本人の味覚に合わせて厳選。ケニア・アッサム（インド）・セイロン（スリランカ）の3種類の茶葉をバランス良くブレンド。 香りと渋みは穏やかでコクがあるのが特徴。
- ダージリン（紫）
ダージリン地方で栽培された茶葉を厳選し、独自にブレンド。
- ビンテージ ダージリン（金）
ダージリンの中でも収穫時期や茶園に拘り、手摘み茶葉のみを使用。マスカットフレーバーと繊細な渋味が特徴。
- アールグレイ（黄）
ベルガモット（地中海原産の柑橘類）の香りをつけた茶葉。爽やかな香りが特徴で、トワイニングの歴史を語るに欠かせないフレーバードティー。
- レディグレイ（青）
アールグレイにオレンジとレモンのピール、矢車菊の花を加えたオリジナルブレンド。日本では2001年に販売開始され、現在トップクラスの人気ブレンドとなっている。
- セイロンオレンジペコ（橙）
豊かな香りとコク深い味わいが特徴。
- プリンス・オブ・ウェールズ（ティーバッグ：青紫、ビンテージ（リーフ）：白紫）
スモーキーで優雅な香りが特徴のブレンド。中国のキーマンを使用。[3]
- ゴールデンアッサム（茶）
インド北東部アッサム地方の紅茶で、芳醇な香りと深いコク、濃い水色が特長。ミルクティーに適する。
- イングリッシュ ブレックファスト（赤）
紅茶本国イギリスで愛飲されるブレンド。ミルクを加えて飲まれる。
- クオリティ アイリッシュ ブレックファスト（緑）
アイルランドで飲まれるコクが深いしっかりとした味わいが特徴のブレンド。ロイヤルミルクティーに適する。
- クオリティ セイロン（桃）
廃盤。スリランカの高地産の茶葉をブレンドした深く厚みのある味わいのブレンド。薔薇のような豊かな香りとカップに広がる輝く紅色が特長。
- クイーンメリー（水色）
廃番。クイーン・メアリーが愛飲した、ヒマラヤ産の最優良ブレンドティー。書籍ではダージリンベースの紅茶と記述している[4]。
- ハウスブレンド（黄）
トワイニングの中で最もバランスのとれた飲みやすいブレンド。

### フレーバー
- チャイ

### ハーブ
- ペパーミント
- カモミール
- ローズヒップ＆ハイビスカス
- レモン＆ジンジャー
- リフレッシュ タイム
- リラックス モーメント

### インスタントティー
- チャイ ミルクティー
- キャラメル ミルクティー
- 贅沢 ミルクティー
- ミックスベリー ミルクティー

## ＣＭ出演者

### 過去
- 伴淳三郎（1974年）
- 水野真紀（1989年）
- 鈴木京香（1992年）
- 浅野温子（1995年）
- 鶴田真由（2000年）
- 天海祐希（2003年）
- 小泉里子（2006年）
- 菊地麻耶（2009年）

### 現在
- 澤田かおり（2011年）

## ＣＭ音楽
- 「カナリア諸島にて」大滝詠一（1981年）
- 「You Raise Me Up」（2011年）

## 最近の主な話題
- 2008年10月31日　銀座「アイコニック」で「英国紅茶を楽しむ会」を実施。ゲスト：林望、川島なお美、熊崎俊太郎
- 2010年10月　   江崎グリコ ビスケット「シャルウィ」とコラボ企画を実施。
- 2010年11月1日　英国大使館でトワイニング紅茶セミナーを開催。　ゲスト：トワイニング社　マイケル ライト、石垣忍[5]
- 2010年11月1日　表参道の「カフェ　オールエダン」にて期間限定のティーハウス「Twinings Tea Deli」をオープン。　ゲスト：渡辺佳恵、冨田リカ
- 2011年11月1日　「シャングリ・ラ　東京」にて紅茶の日イベント「スペシャル アフタヌーンティー」を開催。　ゲスト：スティーブン　トワイニング氏
- 2013年1月1日　クオリティ 缶入りリーフティーのデザインがリニューアル。デザインモチーフは、19世紀のイギリスで、インテリアとして流行した壁紙やカーテンの絵柄にインスパイヤされたもの[6]。